# Медове (Калінінградська область)
Медо́ве (рос. Медовое) — селище Багратіоновського району, Калінінградської області Росії. Входить до складу Пограничного сільського поселення.
Населення — 646 осіб (2015 рік).

## Географія
Селище розташоване за 23 км від районного центру — міста Багратіоновська, 21 км від обласного центру — міста Калінінграда та 1101 км від Москви.

## Історія
Мало назву Золлнікен, Тікріґенен до 1950 року.

## Населення
За даними перепису 2010 року, у селі мешкало 646 осіб, з них 313 (48,5 %) чоловіків та 333 (51,5 %) жінок. Згідно з переписом 2002 року, у селі мешкало 600 осіб, з них 295 чоловіків та 305 жінок.

## Пам'ятки
У селищі збереглися:
- Памятник воїнам-штрафникам.